# Sylvia (schip, 1883)
De Sylvia was een Zweeds stoomvrachtschip van 1.542 ton, gebouwd door de Britse scheepswerf H.S. Edwards, Sons & Craig in Howden-upon-Tyne. Het schip werd geëxploiteerd door de Zweedse reder Rederi-A/B Sylvia. Het schip is in 1883 gebouwd als Merchant Prince voor een Britse reder. Het schip werd in 1900 verkocht aan de Zweedse reder Rederi-A/B Neptunus die het schip hernoemde tot Najaden. Deze reder verkocht het in 1917 weer door en toen kreeg het schip de naam Sylvia.
Nadat het schip een lading had vervoerd van Hull naar Aberdeen was het met een lading kolen op weg naar Göteborg. Op 13 januari 1940 werd de Sylvia, die voer onder Zweedse vlag en dus neutraal was, aangevallen door de Duitse onderzeeboot U-20. Een torpedo van de U-20 raakte het schip midscheeps waardoor het binnen een minuut zonk en de volledige bemanning om het leven kwam. Enkele dagen later werd het lichaam van een van de opvarenden van de Sylvia op een reddingsvlot gevonden. De Sylvia was daarmee het vijfde slachtoffer van de U-20 geworden.